# Comostola pupillata
Comostola pupillata är en fjärilsart som beskrevs av Sterneck 1927. Comostola pupillata ingår i släktet Comostola och familjen mätare. Inga underarter finns listade i Catalogue of Life.